# Сикрагс
Си́крагс (лив. Sīkrõg, латыш. Sīkrags) — ливское село в Латвии. Расположено в Колкской волости Дундагского края.
В Сикрагсе родился известный ливский поэт Петер Дамберг.

## Памятники истории
На территории Сикрагса находятся два десятка домовладений, часть которых (в северо-западной части села) взята под государственную охрану как памятник градостроительства государственного значения.
- Жилой дом «Jaunklāvi» (~ 1900 г.)
- Дворовый комплекс «Ķeļķi» (~ 1930 г.), в комплекс входит дом ливского поэта Петера Дамберга.
- Жилой дом «Kilasidami» (1892 г.)
- Рыбацкие дворовые комплексы «Vīnamegi», «Baznīckalns», «Vecvalki»